# BWRX-300
BWRX-300 je návrh pro malý modulární reaktor (SMR) navržený společností GE Hitachi Nuclear Energy (GEH). BWRX-300 se vyznačuje pasivní bezpečností. K udržení bezpečného stavu, a to i za extrémních okolností, není nutné externí napájení ani zásah personálu.  BWRX-300 je evolucí dřívější konstrukce ekonomického zjednodušeného varného reaktoru (ESBWR) od GE Hitachi, ale s nižším výkonem. Varné reaktory jsou vyzkoušenou a otestovanou jadernou technologií, která jako chladivo jaderného reaktoru používá obyčejnou lehkou vodu. Stejně jako většina varných reaktorů používá BWRX-300 k odvodu tepla z aktivní zóny nízkotlakou vodu. Charakteristickým rysem této konstrukce je, že voda cirkuluje v aktivní zóně přirozenou cirkulací. Jedná se o zásadní odlišnost oproti většině komerčních jaderných reaktorů, které k zajištění aktivního chlazení paliva vyžadují elektrická čerpadla. Tento systém má výhody jak z hlediska jednoduchosti, tak z ekonomického hlediska. Možnost pasivního chlazení je dána zejména nižší výkonovou hustotou aktivní zóny.

## Technologie

### Princip varného reaktoru

Ilustrační schéma obecného varného reaktoru.

Varné reaktory patří mezi tzv. konvenční lehkovodní reaktory. V aktivní zóně reaktoru je řetězovou štěpnou reakcí uvolňováno teplo, které je vodou odváděno pryč. Protože reaktor pracuje na vysoké teplotě a relativně nízkém tlaku, voda se přímo v primárním reaktoru vaří a po vysušení odvádí na turbínu, která roztáčí generátor a vyrábí elektrickou energii. Pára po vykonání práce zchladne a je odváděna do kondenzátoru, odkud cirkuluje zpět do reaktorové nádoby.

### Reaktorová nádoba
Tlaková nádoba reaktoru má vnitřní průměr 4 m, výšku 27 m a tloušťku stěny kolem 127 mm, hmotnost nádoby je 485 tun. Výška aktivní zóny s palivem je 3,8 metrů. Ve spodní části nádoby se nacházejí zařízení pro ovládání regulačních tyčí, detektory výkonu a další elektronické součástky. Nad aktivní zónou je komín pro proudění páry a separátor vlhkosti.

### Palivo
Palivo BWRX-300 je tvořeno 240 palivovými soubory, každý o celkové hmotnosti 324 kg, z toho 205 kg paliva. Palivové soubory jsou složeny z palivových tyčí v čtvercové mříži 10×10, v každé z nich se nacházejí palivové tablety s UO2 s průměrným obohacením 3,4 %. Obohacení paliva se napříč aktivní zónou liší, pro zajištění rovnoměrné výkonové distribuce. Během výměny paliva se každých 12 až 18 měsíců vymění 15 až 25 % paliva v aktivní zóně. Finální průměrné vyhoření paliva je 49 500 MWd/tU, méně než u velkých PWR. Po skončení kampaně je palivo vyjmuto a po dobu 6 až 8 let dočasně uskladněno v chladicím bazénu.

### Turbogenerátor
Na rozdíl od PWR nemá BWRX-300 žádné parogenerátory, protože se voda vaří přímo v reaktorové nádobě. Vodní pára vystupuje při teplotě 287 °C a tlaku 7,2 MPa a stoupá přes komín do horní části nádoby, kde je z páry separován kondenzát. BWRX-300 využívá turbínu STF-D650 s jmenovitým výkonem 700 MWe a frekvencí 50 nebo 60 Hz. Jako generátor je použit GE TOPAIR.

### Kontejnment
Reaktorová nádoba je spolu s několika dalšími systémy uzavřena v kovové ochranné obálce, která v případě poškození paliva zabraňuje úniku radionuklidů do životního prostředí. Součástí jsou také izolační ventily, které v případě havárie zabraňují úniku radionuklidů k turbíně.

### Ovládání reaktoru
Reaktor je ovládán z řídicí místnosti, ze které operátoři ovládají chod celé elektrárny. Oproti starším elektrárnám je zde kladen důraz na pasivní bezpečnost s minimální potřebou zásahu operátora. I při nejhorší realistické havárii má operátor minimálně 24 hodin na zakročení. K regulaci výkonu jsou primárně využívány regulační tyče s průřezem ve tvaru kříže tvořené z B4C, Hf nebo Gd2O3. Tyče jsou na rozdíl od PWR zasouvány zespodu, což znamená, že v případě havárie nemohou do aktivní zóny spadnout samovolně. Musejí být zasunuty s pomocí hydraulického zařízení.

### Další systémy

#### Odvod zbytkového tepla
Bezprostředně po odstavení jaderný reaktor stále vyrábí teplo kvůli rozpadu štěpných produktů s krátkým poločasem rozpadu. Toto teplo tvoří asi 7 % nominálního výkonu a postupem času klesá, po týdnu spadne generované zbytkové teplo pod 1 % nominálního výkonu.  V konvenčních reaktorech je pasivní odstraňování tohoto zbytkového tepla náročné kvůli jeho většímu množství. Konstrukce BWRX-300 však umožňuje odvod tepla při jakémkoli výkonu.

## Plány výstavby
Dne 1. prosince 2021 společnost Ontario Power Generation (OPG) vybrala BWRX-300 SMR pro použití v Darlingtonské jaderné elektrárně. V říjnu 2022 požádala OPG o stavební povolení na reaktor. Společnost očekává, že rozhodnutí o výstavbě učiní do konce roku 2024 a stanovila předběžné cíl pro uvedení elektrárny do provozu do roku 2028.
Dne 16. prosince 2021 Synthos Green Energy (SGE), GE Hitachi Nuclear Energy a BWXT Canada oznámily svůj záměr postavit v Polsku do roku 2035 alespoň 10 reaktorů BWRX-300. Dne 8. července 2022 Orlen Synthos Green, společný podnik mezi SGE a PKN Orlen, požádal Národní agenturu pro atomovou energii o obecné stanovisko k technologii BWRX-300 SMR. V srpnu téhož roku bylo oznámeno datum dodání reaktoru: 2029. Výstavba reaktoru začne v roce 2024 v Darlingtonu v Ontariu. Dne 14. března 2022 podepsala společnost Kärnfull Future AB memorandum o porozumění s GEH o postavení BWRX-300 reaktorů ve Švédsku.
Dne 27. června 2022 společnost Saskatchewan Power Corporation vybrala BWRX-300 SMR jako potenciálního kandidáta pro výstavbu ve státě Saskatchewan kolem roku 2035. Dne 8. února 2023 si Fermi Energia AS vybrala BWRX-300 SMR pro potenciální nasazení v kraji Lääne-Viru v Estonsku na počátku 30. let. Dne 7. července 2023 si společnost Ontario Power Generation vybrala tři další BWRX-300 SMR pro stavbu v Darlington New Nuclear Project v Ontariu v Kanadě a připojila se k prvnímu již ve výstavbě. Dne 30. července 2025 v Budapešti si podepsalo dohoda o záměru o výstavbě až deseti reaktorů v Maďarsku.